# Muhammad VII av Granada
Muhammad VII av Granada, död 1408, var sultan av Granada 1392–1408.